# Jean de Chelles

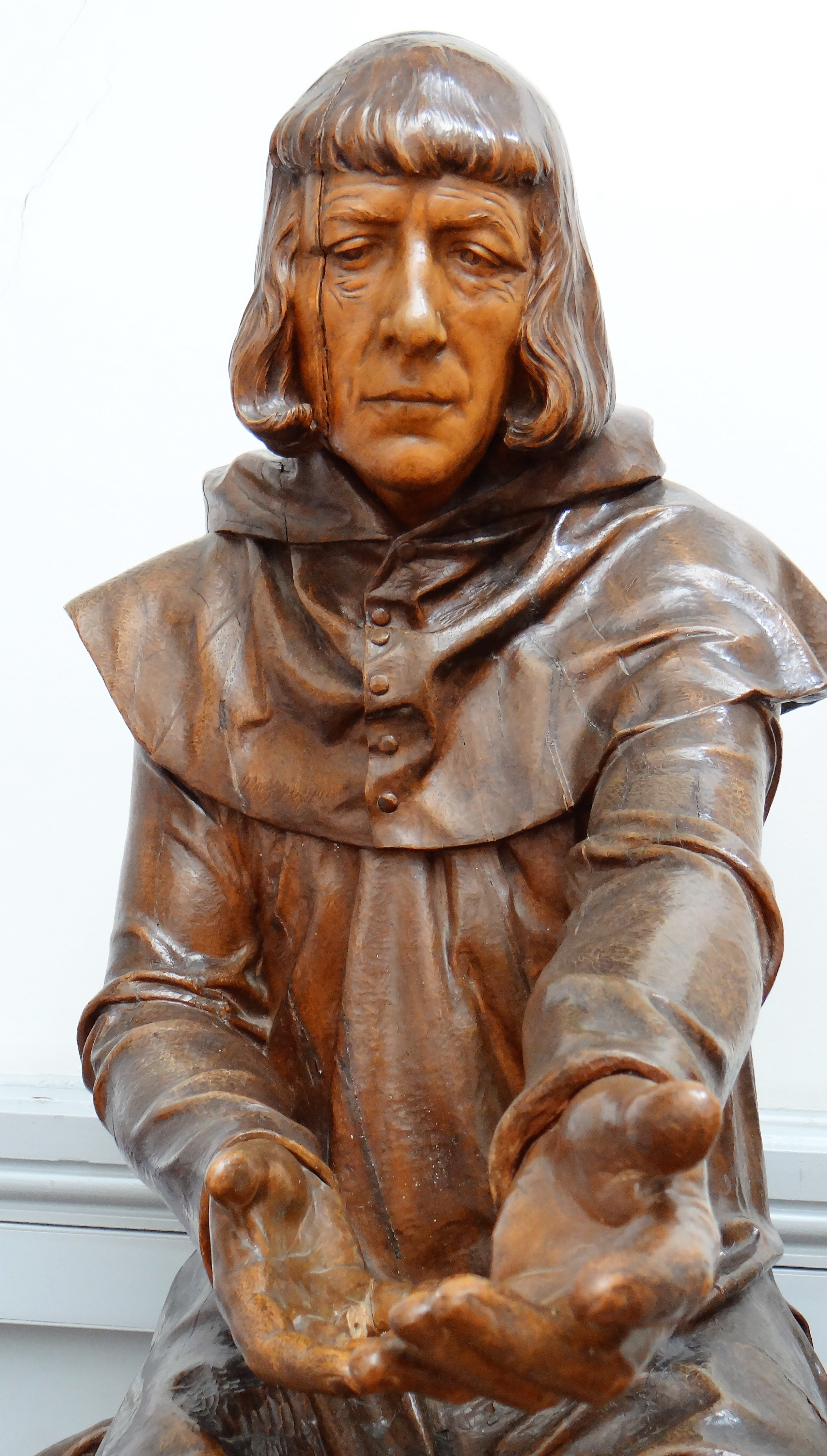
rzeźba autorstwa Adolphe Riveta przedstawiająca Jeana de Chelles (Musée d'art et d'archéologie du Périgord)

Jean de Chelles (ur. 1200, zm. 1265) – architekt, rzeźbiarz, jeden z architektów katedry Notre-Dame w Paryżu. Chelles uznawany jest za twórcę koncepcji maswerku w architekturze gotyckiej.
Pracę nad Notre-Dame de Paris rozpoczął w 1258 r. Na zewnętrznej ścianie południowego transeptu katedry widnieje inskrypcja z 1258 roku, którą sygnuje on swoje dzieło. Od niego pochodzi między innymi północna elewacja transeptu, portal klasztoru i jego rozeta, a także portal Saint-Etienne. Mógł jedynie rozpocząć południową część transeptu. Pracę nad Notre-Dame zakończył w 1265 r., czyli w roku, w którym przypuszcza się, że zmarł. Jego następcą został Pierre de Montreuil.
Jean de Chelles uważany jest także za jednego z architektów Sainte-Chapelle. Przypisuje się mu także twórczość rzeźbiarską i udział w budowie katedry Saint-Julien w Le Mans.